# اینترلوکین ۱ بتا
اینترلوکین ۱ بتا (انگلیسی: Interleukin 1 beta) یک سیتوکین پروتئینی است که در انسان توسط ژن «IL1B» کد می‌شود.
پیش‌سازهای اولیه این آنزیم توسط کاسپاز شکسته شده و اینترلوکین ۱ بتای بالغ ایجاد می‌شود.
این آنزیم که از خانواده اینترلوکین ۱ است، در ایجاد برخی بیماری‌هایِ خودایمنی تب‌دار موسوم به سندرم‌های دوره‌ای وابسته به کرایوپایرین نقش مهمی دارد.